# 唐尼·弗里曼
唐纳德·E·弗里曼（英語：Donald E. Freeman，1944年7月18日—），美国NBA联盟前职业篮球运动员。他在1966年的NBA选秀中第3轮第29顺位被费城76人选中。